# William Wyatt Bibb
William Wyatt Bibb (2 de outubro de 1781 - 10 de julho de 1820) foi o primeiro governador do Alabama, de 14 de dezembro de 1819 até a data de sua morte, quando faleceu devido a uma queda de cavalo. Foi também senador pelo estado da Geórgia, exercendo esse cargo de 6 de novembro de 1813 a 9 de novembro de 1816.

## Curiosidades
- A cidade de Bibb County, no estado da Geórgia, chama-se assim em sua homenagem.